# Nannocampus elegans
Nannocampus elegans är en fiskart som beskrevs av Smith 1953. Nannocampus elegans ingår i släktet Nannocampus och familjen kantnålsfiskar. Inga underarter finns listade i Catalogue of Life.